# 伊莎贝拉撞击坑
伊莎贝拉撞击坑（英語：Isabella）是金星上的第二大撞击坑，采用此名是为纪念15世纪西班牙女王伊莎贝拉一世。伊莎贝拉撞击坑位于南纬30度、东经204度，撞击坑向南和东南方向有二个广阔的流状结构延伸，南向流末尾部分环绕一个早先存在的40公里的圆形火山盾；东南向流体显示出复杂的通道模式和流瓣，一直覆盖至直径20公里的科恩撞击坑。该种广阔的流状结构和奇特的撞击坑，是许多行星科学家正在继续进行研究的课题。据认为，该流状体可能包括冲击熔化物，即被撞击爆炸释放的巨大热量所熔解的岩石。另一种是“泥石流”假说，这可能包括在撞击事件期间高速膨胀的热气云、融化及固体的岩石碎屑等，这种类型的发生过程类似于地球上发生的猛烈喷发（如1991年菲律宾的皮纳图博火山喷发）。